# Salak I
Salak I is een bestuurslaag in het regentschap Pakpak Bharat van de provincie Noord-Sumatra, Indonesië. Salak I telt 1621 inwoners (volkstelling 2010).